# NGC 3752
NGC 3752 ist eine Spiralgalaxie vom Hubble-Typ Sab im Sternbild Drache. Sie ist schätzungsweise 91 Millionen Lichtjahre von der Milchstraße entfernt.
Das Objekt wurde am 2. April 1801 von Wilhelm Herschel entdeckt.